# Oceanario de Moscú
El Acuario-Oceanario de Moscú y el complejo de uso mixto igualmente conocido como el "oceanario" es un desarrollo único en la ciudad de Moscú, la capital de la Federación de Rusia. Es el sucesor del Delfinario de Moscú (conocido como afiliado al delfinario de Utrishski). Todos los residentes antiguos del delfinario antiguo serán transportados progresivamente a la nueva sede.
El complejo contará con una superficie total de más de más de 180.000 metros cuadrados en un área de 4 hectáreas. El Oceanarium contara en sí con más de 24.000 metros cuadrados, y más de 6.000 muestras en más de 11.000.000 litros de agua.